# Nisswa
Nisswa is een plaats (city) in de Amerikaanse staat Minnesota, en valt bestuurlijk gezien onder Crow Wing County.

## Demografie
Bij de volkstelling in 2000 werd het aantal inwoners vastgesteld op 1953.
In 2006 is het aantal inwoners door het United States Census Bureau geschat op 2090, een stijging van 137 (7.0%).

## Geografie
Volgens het United States Census Bureau beslaat de plaats een oppervlakte van
47,7 km², waarvan 28,2 km² land en 19,5 km² water. Nisswa ligt op ongeveer 367 m boven zeeniveau.

## Plaatsen in de nabije omgeving
De onderstaande figuur toont nabijgelegen plaatsen in een straal van 16 km rond Nisswa.